# Front de Kalinine
Le front de Kalinine est un front de l'Armée rouge, c'est-à-dire une formation militaire soviétique approximativement de la taille d'un groupe d'armées, durant la Seconde Guerre mondiale.

## Histoire
Il fut formellement créé par une directive de la Stavka le 17 octobre 1941. Il comprenait les 22e, 29e et 30e armées.
En mai 1942, les forces aériennes du front de Kalinine furent réorganisées pour former la 3e armée aérienne (en), comprenant trois divisions de chasse, deux d'appuis au sol et une de bombardement.
L'ordre de bataille de l'Armée rouge en date du 1er juin 1942 retient néanmoins comme composition de la 3e armée aérienne, les 209e, 210e Divisions de chasse (иад), les 211e et 212e Divisions aériennes mixtes, les 684e et 695e Régiments de bombardiers légers, les 195e, 708e, 881e, 882e, 883e, 884e, 885e et 887e Régiments aériens mixtes ainsi que le 3e Escadron de reconnaissance.
En novembre 1942, avec le front de l'Ouest, le front de Kalinine lança l'Opération Mars contre les positions défensives allemandes du saillant de Rjev et Viazma. La 3e armée de choc, alors attachée au front de Kalinine, débuta l'opération le 24 novembre 1942 en attaquant la troisième armée de Panzers à Velikié Louki. Le lendemain les deux fronts attaquèrent l'ensemble du saillant.
L'offensive se termine par un échec vers le 20 décembre 42, elle aura impliqué les 41e, 22e, 39e, 31e, 20e, et 29e armées. le front continue les opérations dans la région de Velikié Louki jusqu'à la reconquête de la ville le 16 janvier 1943. La 3e armée aérienne appuya les deux opérations, mais semble ensuite avoir été redéployée rapidement auprès du front du Nord-Ouest afin de protéger la tête de pont de Demiansk.
Lors de l'opération Nevel-Gorodok du 6 octobre 1943 au 31 décembre 1943, le front, qui changera de nom pendant cette période, comprenait les 3e et 4e armées de choc, la 11e armée de la Garde et la 43e armée, plus la 3e armée aérienne. Son effectif initial était de 198 000, ses pertes atteignirent 43 551 morts et disparus  et 125 351 blessés et malades.
Il est renommé premier front de la Baltique le 12 octobre 1943.

## Sources et références
1. ↑  Keith Bonn et David Glantz, Slaughterhouse: the Handbook of the Eastern Front, Bedford (Pennsylvanie), Aberjona Press, 2005, p. 336.
2. ↑  ordre de bataille de l'armée soviétique, 1er juin 1942
3. ↑  (ru) G. F. Krivosheev, Russia and the USSR in the wars of the 20th century: losses of the Armed Forces. A Statistical Study, sur axishistoryforum .
4. ↑  Voir http://www.serpukhov.su/dima/war/eng/ekalin.htm.

- (en) John Erickson (en), The Road to Stalingrad, 1975.
- (en) David Glantz, Colossus Reborn: The Red Army at War 1941-43, University Press of Kansas, 2005, p. 495.